# Lüshui, Sichuan
Lüshui är en köping i Kina. Den ligger i provinsen Sichuan, i den sydvästra delen av landet, omkring 540 kilometer söder om provinshuvudstaden Chengdu. Antalet invånare är 11 455. Befolkningen består av 5 145 kvinnor och 6 310 män. Barn under 15 år utgör 17,0 %, vuxna 15-64 år 74 %, och äldre över 65 år 8,0 %.
Genomsnittlig årsnederbörd är 1 003 millimeter. Den regnigaste månaden är juli, med i genomsnitt 267 mm nederbörd, och den torraste är januari, med 4 mm nederbörd.